# Подработка (телесериал, 2020)
«Подработка» (англ. Side Hustle) — американский сериал в жанре бадди-муви создатель Дэвид Малкофф. Премьера состоялась на Nickelodeon в США 7 ноября 2020.

## Описание сериала
Трое подростков: Лекс (Джулз ЛеБлан), Пресли (Джейден Бартельс) и Манчи (Айзиа Крюс) вообще-то не планировали начинать трудовую деятельность, но случайная шалость привела к тому, что они уничтожили очень дорогостоящую вещь. В качестве наказания и урока на будущее они обязаны покрыть её стоимость, но с условием, что все деньги они заработают сами — любым способом, каким только придумают. После безуспешных самостоятельных поисков подработки, подростки создают приложение, которое предлагает пользователям их помощь для несложных заданий. Предложения о работе посыпались как из рога изобилия, но смогут ли ребята выполнить назначенные им поручения?

## Сюжет сериала
Они — самые простые девчонки-подростки. Лучшие подруги Лекс и Пресли постоянно вместе, и в тот день они просто расслаблялись после школьных занятий. Ведь это была пятница и поэтому сумку с учебниками можно было выбросить аж до понедельника! К ним, как всегда, присоединяется чудаковатый, но невероятный выдумщик всяких приколов одноклассник и сосед Манчи. Он сын директора школы Тедворда, а потому, порой, имеет некоторые привилегии, недоступные другим ученикам. И у Манчи новая идея — он принёс подругам фейерверк, который его отец конфисковал у кого-то из учеников, и предлагает его использовать. Робкая и послушная Лекс пытается отговорить друзей взрывать ракеты, но сама же случайно активирует их. После ряда залпов все становится тихо и подростки радуются, что всё обошлось. Но радость будет недолгой — один из зарядов долетел до дома Тедворда и поджёг его любимую лодку, стоявшую во дворе. Разозлившийся директор требует, чтобы ребята покрыли всю сумму уничтоженной лодки, но только теми деньгами, которые заработают сами. Он устанавливает для них строгий еженедельный график платежей, а следить за его соблюдением поручает своему старшему сыну Джагету — слегка безумному любителю порядка и дисциплины.
После нескольких дней безуспешных поисков работы друзья обращаются к юному техническому гению — младшему брату Пресли, Фишеру, который изобретает для них приложение поиска работы под названием «KidClick!». И программа работает — друзьям начинают поступать различные предложения о работе, но каждое из них оказывается сложнее, чем рассчитывали герои.

## В ролях
- Джулз ЛеБлан в роли Лекс
- Джейден Бартельс в роли Пресли
- Айзиа Крюс в роли Манчи
- Митчелл Берг в роли Фишера
- Жак Шевель в роли Джагетта

## Производство
24 февраля 2020 года было анонсировано, что Nickelodeon заказал 13 получасовых эпизодов телесериала «Подработка» в жанре бадди-муви Дэвиду Малкоффу, который выступил в качестве его создателя и исполнительного продюсера.
Производство, использовавшее многокамерную съёмку перед живой аудиторией, началось в Лос-Анджелесе в марте 2020 года, а закончилось в 2021 году. Все задействованные в съёмках, включая актёров, работали практически без перерыва, не считая паузы во время карантина.

## Список серий

### Первый сезон (2020—2022)
| № | Название                         | Сценарист(-ы)                      | Режиссёр(-ы)          | Показ в США      | Произв. код |
| --- | -------------------------------- | ---------------------------------- | --------------------- | ---------------- | ----------- |
| 1 | «Начало работы»                  | Дэвид Малкофф                      | Адам Вайсман          | 7 ноября 2020    | 101         |
| После того, как они случайно подожгли лодку директора школы, лучшие друзья Лекс, Пресли и Манчи создают приложение по поиску работы, чтобы оплатить долг. Они готовы на что угодно, даже опозориться, изображая живых манекенов.                        |                                  |                                    |                       |                  |             |
| 2 | «Витаминная катастрофа»          | Дэвид Малкофф                      | Адам Вайсман          | 14 ноября 2020   | 102         |
| Лекс и Пресли наелись витаминов, заставляющих детей любить овощи, и, нарядившись принцессами, отправились на подработку на детский день рожденья. Там они поняли, что отныне обожают овощи, а принцесс придется играть возле аппетитных овощных грядок. |                                  |                                    |                       |                  |             |
| 3 | «Гаражная распродажа»            | Дэвид Малкофф                      | Адам Вайсман          | 21 ноября 2020   | 103         |
| Чтобы оплатить очередной, взнос ребята устроили распродажу. Все бы ничего, но случайно они продали игрушку, где Лекс хранила все деньги Кид-клик. Им придется найти покупателя до того, как Тедвард явится за своими деньгами.                          |                                  |                                    |                       |                  |             |
| 4 | «Мусорная работёнка»             | Джо Салливан                       | Адам Вайсман          | 28 ноября 2020   | 104         |
| Лекс радуется приезду своей двоюродной сестры Руби, а та предпочитает ей общество Фишера. Загадочный вызов Кид-клик отправляет ребят на свалку, а на такую работенку они уж точно не подписывались.                                                     |                                  |                                    |                       |                  |             |
| 5 | «Дружбилей»                      | Дэвид А. Арнольд                   | Леонард Р. Гарнер мл. | 05 декабря 2020  | 105         |
| Каждый год Лекс и Пресли отмечают свой Дружбилей и дарят друг другу многозначительные подарки. В этом году снежный буран рискует поставить крест на этой традиции. Несмотря на непогоду, этот Дружбилей девочки никогда не забудут.                     |                                  |                                    |                       |                  |             |
| 6 | «Коктейльная круговерть»         | Джон Д. Бек, Рон Харт              | Леонард Р. Гарнер мл. | 12 декабря 2020  | 106         |
| В Микромире ежегодный конкурс по скоростному выпиванию молочных коктейлей. Традиционно побеждает старший барт Манчи - Джагет, но в этом году Лекс, Пресли и Манчи хотят бросить ему вызов.                                                              |                                  |                                    |                       |                  |             |
| 7 | «KidDING! Dongs»                 | Джон Д. Бек, Рон Харт              | Джоди Марголин        | 23 января 2021   | 107         |
| На носу конкурс "Танцуй, танцуй, Алтунисберг", который с нетерпением ждут и готовятся Лекс, Пресли и Манчи. Но их танцевальный коллектив и дружная компания на грани развала, когда старый друг Лекс и Пресли предлагает им подработку через Кид-клик.  |                                  |                                    |                       |                  |             |
| 8 | «Что там в обеденном контейнере» | Джо Салливан                       | Леонард Р. Гарнер мл. | 30 января 2021   | 108         |
| Девочки находят карту сокровищ, которую нарисовали в детстве, а на ней капсула времени с их браслетами дружбы. Вот только Пресли в свое время так и не положила туда свой браслет, и теперь отвлекает Лекс, чтобы незаметно его подсунуть.              |                                  |                                    |                       |                  |             |
| 9 | «Нахимичили»                     | Алекс Ханпиттер, Джуд Тедмори      | Джоди Марголин        | 6 февраля 2021   | 109         |
| Мистер Пруско - самый занудный учитель в школе. На его уроках все засыпают, но Лекс и Пресли знают, как добавить ему крутости в обмен на хорошие оценки. Вот только девочки слегка перестарались и выпустили в свет монстра по имени "Мистер Пи".       |                                  |                                    |                       |                  |             |
| 10 | «Призрак в Микромире»            | Люк Шрайбер, Бет Круделе           | Венди Фараоне         | 20 февраля 2021  | 110         |
| Микромир, любимое кафе Пресли, Лекс и Манчи, под угрозой. Кто-то по ночам пробирается в коровник и доит корову. Спендерс нанимает ребят, чтобы разоблачить Ночного Доильщика.                                                                           |                                  |                                    |                       |                  |             |
| 11 | «Пинок караоке»                  | Хезер Вуд, Меган Макконнелл        | Венди Фараоне         | 27 февраля 2021  | 111         |
| Пресли, Лекс и Манчи радуются, получив караоке-машину от их любиго шоу - Пинок Караоке. Вот только она тут же ломается. Дети идут в студию, чтобы вернуть деньги, и раскрывают мошенническую схему!                                                     |                                  |                                    |                       |                  |             |
| 12 | «Тили-тили тесто, Пёс и невеста» | Дэвид А. Арнольд                   | Дэвид Кендалл         | 13 марта 2021    | 112         |
| Лекс любит собак и свадьбы, поэтому так радуется звонку Кид-клик и заданию организовать свадьбу для собак. Но когда Пресли замечает, что собаки друг другу не подходят, разворачивается настоящая трагедия, прямо в разгар свадебной церемонии.         |                                  |                                    |                       |                  |             |
| 13 | «Дядя Недвард»                   | Дэвид Малкофф                      | Венди Фараоне         | 20 марта 2021    | 113         |
| К Манчи в гости едет его дядя Недвард. Его главный талант - умение вдохнолять людей. Но когда подработка Кид-клик потерпела фиаско, и яйцо любимого сокола осталось без присмотра, Недвард так вдохновил Манчи, что тот застрял на самой высокой скале. |                                  |                                    |                       |                  |             |
| 14 | «Му - Босс?»                     | Джон Д. Бек, Рон Харт              | Эвелин Беласко        | 10 апреля 2021   | 114         |
| Любимое кафа Лекс, Пресли и Манчи, "Микро-мир", закрывается на выходные, но ребята готовы открыть его и поработать. Однако их надежды на весёлое и беззаботное времяпрепровождение не оправдались.                                                      |                                  |                                    |                       |                  |             |
| 15 | «Джаг-Джитсу»                    | Дэвид А. Арнольд                   | Леонард Р. Гарнер мл. | 27 марта 2021    | 115         |
| Тедвард через Кид-клик уговаривает детей записаться в новый класс боевых искусств Джагета - Джаг-Джитсу. Лекс, Пресли и Манчи убеждены, что они ничему не научились, но Джагет заставляет их участвовать в поединке с другим клубом боевых искусств     |                                  |                                    |                       |                  |             |
| 16 | «Гидромассаж»                    | Джо Салливан                       | Дэвид Кендалл         | 3 апреля 2021    | 116         |
| Ребят нанимают для съемок рекламного ролика. Однако владелец магазина отказывается оплачивать их работу, и ребята решают отомстить ему: сжульничать и выиграть гидромассажную ванну.                                                                    |                                  |                                    |                       |                  |             |
| 17 | «Шум во рту»                     | Алекс Ханпиттер, Джуд Тедмори      | Венди Фараоне         | 17 июля 2021     | 117         |
| У Манчи в голове застревает навязчивая мелодия, и тогда ребята пишут песню и создают группу. К несчастью, весь груз рок-н-рольной славы обрушивается на ребят, и группа рискует развалиться еще до их первого концерта.                                 |                                  |                                    |                       |                  |             |
| 18 | «Получи пёсика»                  | Меган Макконнелл, Хезер Вуд        | Джоди Марголин        | 17 апреля 2021   | 118         |
| Детей нанимает Make-A-Mutt, магазин, который позволяет детям создавать игрушки своей мечты. Но вскоре они обнаружат, что у магазина проблемы, и им придется работать вместе, чтобы спасти бизнес и сохранить магию.                                     |                                  |                                    |                       |                  |             |
| 19 | «Джаклс»                         | Дэвид Малкофф                      | Майк Карон            | 1 мая 2021       | 119         |
| У Джагета появляется девушка, и все боятся, что теперь парочка устроит всем новые подлости, однако свидания смягчают характер Джагета! Поэтому ребята изо всех сил стараются удержать пару вместе, ведь тогда Джагет надолго останется добряком.        |                                  |                                    |                       |                  |             |
| 20 | «Кры-сафари»                     | Джон Д. Бек, Рон Харт              | Адам Вайсман          | 8 мая 2021       | 120         |
| Лекс, Пресли и Манчи через Кид-Клик получают работу в модном французском ресторане: их нанимают как неофициальных истребителей крыс. До начала ВИП-вечеринки они должны быстро и незаметно поймать крысу, но у них возникают сложности.                 |                                  |                                    |                       |                  |             |
| 21 | «Робо-клуб»                      | Джо Салливан                       | Натали Ван Дорен      | 15 мая 2021      | 121         |
| Лекс, Пресли и Манчи выясняют, что Фишер - непобедимый чемпион подпольного бойцовского робо-клуба, и ставят на его победу все деньги Кид-клика. Он проигрывает, и ставки увеличиваются: друзья могут потерять весь бизнес.                              |                                  |                                    |                       |                  |             |
| 22 | «Снова Кранчи»                   | Алекс Ханпиттер, Джуд Тедмори      | Эвелин Беласко        | 22 мая 2021      | 122         |
| Манчи пробуется на роль школьного талисмана, Тунца-молодца, и для этого ему нужно забросить сложный трюк в перерыве матча. В школу поступает бывший друг девочек Кранчи - но хорошо ли он относится к Манчи?                                            |                                  |                                    |                       |                  |             |
| 23 | «Сенсей любви»                   | Меган Макконнелл, Хезер Вуд        | Венди Фараоне         | 11 сентября 2021 | 123         |
| "Сенсей любви" Джагет предлагает помочь Фишеру добиться свдания с Лекс. Но в результате пропадает пёс Лекс, и Фишер должен помочь с поисками, не давая никому знать, что отчасти виноват в его исчезновении.                                            |                                  |                                    |                       |                  |             |
| 24 | «Плюшевый мишка»                 | Уэсли Жермен Джонсон, Скотт Тейлор | Адам Вайсман          | 23 октября 2021  | 124         |
| На Хэллоуин ребята открывают дом с привидениями. С помощью безумного учёного Фишера они оживляют плюшевого мишку, и когда злобное существо пропадает, им нужно его остановить - пока не поздно.                                                         |                                  |                                    |                       |                  |             |
| 25 | «Комната для Манчи»              | Джон Д. Бек, Рон Харт              | Адам Вайсман          | 18 сентября 2021 | 125         |
| Лекс и Пресли выясняют, что у Манчи нет собственной комнаты, а у Джагета их две, они решают, что готовы на всё, чтобы исправить ситуацию. Вот только их план проваливается, и нужно придумывать новый.                                                  |                                  |                                    |                       |                  |             |
| 26 | «Пресли-слайд»                   | Дэвид Малкофф                      | Адам Вайсман          | 25 сентября 2021 | 126         |
| В городе знаменитая артистка Зузу, и Лекс, Манчи и Пресли сказочно повезло выступить бэкап-танцорами на её выступлении. Вот только Зузу присваивает себе танцевальную фигуру, которую придумала Лекс! Решить это можно только в суде мелких тяжб.       |                                  |                                    |                       |                  |             |

### Второй сезон (2021—2022)
| № | Название                         | Сценарист(-ы)                      | Режиссёр(-ы)          | Показ в США     | Произв. код |
| --- | -------------------------------- | ---------------------------------- | --------------------- | --------------- | ----------- |
| 27 | «Модельный труд»                 | Дэвид Малкофф                      | Адам Вайсман          | 2 октября 2021  | 201         |
| В Алтунисберге неделя моды. Лекс, Пресли и Манчи получают предложение поработать в модельном бизнесе! Но работа заключается в изготовлении игрушечных моделей! Дела поначалу не клеятся, но ребятам всё же удается попасть на настоящий показ мод. |                                  |                                    |                       |                 |             |
| 28 | «Бей-круши-Лекс»                 | Джон Д. Бек, Рон Харт              | Адам Вайсман          | 9 октября 2021  | 202         |
| Лекс случайно портит игрушку брата и, чтобы достать точно такую же, вместе с Пресли отправляется на ярмарку Темного Пита, где девочкам придется победить Пита в его же "темной игре".                                                              |                                  |                                    |                       |                 |             |
| 29 | «Люк-совая работёнка»            | Джо Салливан                       | Джоди Марголин        | 16 октября 2021 | 203         |
| Пропустив выплату Тедварду, Лекс, Пресли и Манчи вынуждены организовать для самой противной девчонки в школе танц-предложение парню, который нравится Лекс. Ребятам предстоит решить, что важнее: любовь или любовь к деньгам.                     |                                  |                                    |                       |                 |             |
| 30 | «Ал-чело-сберг»                  | Лаура Хаус                         | Венди Фараоне         | 30 октября 2021 | 204         |
| Знаменитый шеф-повар Чел Кальцоне приехал в город, чтобы попробовать Алтунисберг на вкус! Но когда семья Кальцоне крадет секретный семейный рецепт Манчи, ребята должны приготовить что-то убийственно вкусное, чтобы его вернуть.                 |                                  |                                    |                       |                 |             |
| 31 | «Берегите Кэш»                   | Уэсли Жермен Джонсон, Скотт Тейлор | Леонард Р. Гарнер мл. | 6 ноября 2021   | 205         |
| Ветеринарный контроль грозится забрать корову Кэш в коровий приют. Лекс, Пресли и Манчи думают, как её спасти, причем спасать её придется и от охотника на коров Джагета. Ребята должны убедить Джагета, что Кэш стоит того, чтобы её уберечь.     |                                  |                                    |                       |                 |             |
| 32 | «Лекс-джитсу»                    | Лаура Хаус                         | Леонард Р. Гарнер мл. | 13 ноября 2021  | 206         |
| Когда Лекс, устав от множества дел, выбирает темную сторону боевых искусств, Пресли и Манчи выдают самые сокровенные тайны своей подруги, чтобы она проиграла в бою и снова стала собой.                                                           |                                  |                                    |                       |                 |             |
| 33 | «Рождество в стиле "Шум во рту"» | Алекс Ханпиттер, Джуд Тедмори      | Эвелин Беласко        | 20 ноября 2021  | 207         |
| По заданию нового местного миллиардера ребята устраивают эпичный праздничный концерт. Но когда люди с чутким слухом запрещают любой шум в городе, ребятам приходится проявить смекалку, чтобы спасти Рождеством и свое выступление.                |                                  |                                    |                       |                 |             |
| 34 | «Песчаная буря»                  | Дэвид Малкофф                      | Эвелин Беласко        | 19 мая 2022     | 208         |
| Чтобы наконец выиграть конкурс замков из песка, Лекс на этот год объединяется с Фишером. Когда Пресли осознает, что Лекс выгнала её из команды, она отказывается от своего "дня на пляже" и вступает в борьбу.                                     |                                  |                                    |                       |                 |             |
| 35 | «Клоунесса»                      | Джон Д. Бек, Рон Харт              | Крис Филлипс          | 24 марта 2022   | 209         |
| Манчи влюбляется в очаровательную клоунессу в "Микро-мире", но она убегает, потеряв свой башмак. Манчи, Пресли и Лекс переодеваются в клоунов, чтобы её найти и заодно помочь Лекс преодолеть страх перед клоунами.                                |                                  |                                    |                       |                 |             |
| 36 | «У нас тут бинго!»               | Джо Салливан                       | Натали Ван Дорен      | 23 июня 2022    | 210         |
| Лекс и Пресли нанимают ведущими на вечере игры в бинго, и девочкам случайно удается рассорить бабушку Пресли с её лучшей подругой. Сумеют ли Лекс и Пресли помирить двух врагов, или бинго навсегда положит конец их дружбе?                       |                                  |                                    |                       |                 |             |
| 37 | «Твой уголок»                    | Лаура Хаус                         | Эвелин Беласко        | 17 марта 2022   | 211         |
| Алан уехал из города, и оставил Пресли за главного. Она хочет заработать немного легких денег и через приложение сдает комнату Фишера. Когда Фишера вынуждают уйти, он решает отомстить Пресли, и сдает все комнаты в доме.                        |                                  |                                    |                       |                 |             |
| 38 | «Возвращение дяди Недварда»      | Уэсли Жермен Джонсон, Скотт Тейлор | Филл Льюис            | 10 марта 2022   | 212         |
| Дядя Недвард возвращается и врывается в мир как разрушительный шар, вернее, верхом на шаре для сноса в компании своего племянника Манчи. Город хочет снести Старый утес, но дети решительно настроены этому помешать.                              |                                  |                                    |                       |                 |             |
| 39 | «Пальчики и шторма»              | Бет Круделе                        | Дэвид Кендалл         | 5 мая 2022      | 213         |
| Раз, два, три, четыре - в Алтунисберге проводится турнир борьбы на пальцах, а победитель получит лодку! Смогут ли дети расплатиться с Тедвардом? Или их новый (он же старый) соперник разрушит их надежды и пальцы?                                |                                  |                                    |                       |                 |             |
| 40 | «Мастер-грумер»                  | Майкл Кадуоллейдер                 | Дэвид Кендалл         | 12 мая 2022     | 214         |
| Лекс идет работать грумером к своей тайной страсти Люку. Пресли и Манчи советуют ей стать хладнокровной Лекс, чтобы произвести на него впечатление. Когда работа грозит закончиться катастрофой, ей приходится лексануть и показать истинную Лекс. |                                  |                                    |                       |                 |             |
| 41 | «Ужин для недотеп»               | Алекс Ханпиттер, Джуд Тедмори      | Эвелин Беласк         | 26 мая 2022     | 215         |
| Когда Джагет получил контроль над приложением Кид-клик и начал соглашаться за ребят на все работы подряд, им пришлось исполнять роль дворецких на званом ужине недотеп, который устроил их заклятый враг Кранчи.                                   |                                  |                                    |                       |                 |             |
| 42 | «Altoonisburg Al»                | TBA                                | TBA                   | 16 июня 2022    | 216         |
| 43 | «Yesley Day»                     | TBA                                | Джоди Марголин Хан    | 30 июня 2022    | 217         |
| 44 | «Flex to the Future»             | Уэсли Жермен Джонсон, Скотт Тейлор | Натали Ван Дорен      | 28 апреля 2022  | 218         |
| 45 | «Prank You Very Much»            | TBA                                | TBA                   | 9 июня 2022     | 219         |
| 46 | «When Worlds Collide»            | Дэвид Малкофф                      | Адам Вайсман          | 21 апреля 2022  | 220         |
| Этот эпизод является кроссовером между - "Подработка", "Лэй-Лэй", "Янг Дилан Тайлера Перри", "Warped!", "Опасный отряд". |                                  |                                    |                       |                 |             |